# Некрасов, Алексей Владимирович
Алексей Владимирович Некрасов (родился 27 сентября 1987) — российский гребец.
Мастер спорта с 2005 года. Занимается в Астрахани.
Участник двух чемпионатов Европы. На чемпионатах 2011 и 2012 года показывал 11-й результат.